# جوک برای بلوندها

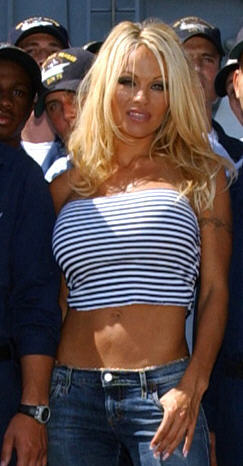
زنی با موی بلوند

جوک برای بلوندها یک نوع از جوک‌های مبتنی بر کلیشه‌های رایج در غرب علیه زنان است.
این جوک در مورد مردم به‌طور خاص زنانی که دارای موی بلوند هستند می‌باشد. این جوک‌ها معمولاً توهین‌آمیز بوده و نوعی جک قومیتی محسوب می‌شود.
در برخی موارد، جوک‌های کلیشه‌ای مرتبط با افراد دارای حماقت مربوط به قرن هفدهم میلادی تنها با تغییر جمله‌بندی به جوک در مورد بلوندها تغییر داده شده‌است.

## صفات مشترک
تقریباً قالب اکثر این جوک‌ها قرار گرفتن یک شخص در یک موقعیت خاص و انجام یک کار غیرمعمول یا ناشیانه است.

## انتقاد
مثل همه جوکهای قومیتی، این نوع جوک نیز توهین‌آمیز بوده و توهین به گروهی از مردم به خصوص زنان است. با این حال، این نوع جوک، بر خلاف دیگر جوک‌های قومیتی، در رسانه‌های اصلی مانند روزنامه‌ها، مجلات و رادیو و تلویزیون‌های کشورهای غربی منتشر می‌شوند.